# Терменьелга
Терменьелга (баш. Тирмән-Йылға — «мельничная река») — река, протекающая в городе Ишимбае. Впадает в одну из стариц реки Белой, пропадает в её пойме.

## История
С 1939 по 1950-е годы в долине реки Терменьелги разрабатывали Термень-Елгинское нефтяное месторождение.
В 1960—1970-х годах на реке образовались запруды для промышленных предприятий города Ишимбая. Для подсобного хозяйства НГДУ «Ишимбайнефть» создан Терменьелгинский пруд. Его объём — 520 тысяч м³, площадь зеркала 0,17 тыс. м.
В районе санатория-профилактория «Чайка» на реке образован Тюринский пруд, созданный Ишимбайским нефтеперерабатывающим заводом.